# 樊伉
樊伉（前3世纪—前180年），西汉初年沛县（今江苏省沛县）人，樊哙之子。

## 生平
樊伉之母吕须是吕后的妹妹，汉惠帝六年（前189年），樊哙去世，樊伉袭封为舞阳侯。樊伉因是皇亲的缘故，恩宠不同于其他的列侯。前180年，吕后死後，周勃、陈平、灌婴等大臣诛灭吕氏外戚，樊伉与他的母亲吕须同时被杀。汉文帝即位后，以樊哙的庶子樊市人袭封舞阳侯。

## 家庭
- 父亲：樊哙
- 母亲：吕媭
- 弟弟：樊市人（同父异母）
- 妹妹：樊□
- 妻子：□氏